# لو لان
لو لان (بالصينية: 盧蘭) هي لاعبة كرة الريشة صينية، ولدت في 2 مايو 1987 في تشانغتشو في الصين.

## وصلات خارجية
- لو لان على موقع BWF.tournamentsoftware.com (الإنجليزية)
- لو لان على موقع BWFbadminton.com (الإنجليزية)
- لو لان على موقع اللجنة الأولمبية الدولية (الإنجليزية)
- لو لان على موقع أوليمبيديا (الإنجليزية)